# オクタヴァリウム
『オクタヴァリウム』(Octavarium) は、アメリカ合衆国のプログレッシブ・メタル・バンド、ドリーム・シアターの8枚目のスタジオ・アルバムで、日本では2005年6月8日に発売された。
ニューヨークの老舗スタジオ、ザ・ヒット・ファクトリーで録音された最後のアルバムである。ジョン・ペトルーシは、このアルバムがドリーム・シアター最高の作品だと考えていると『スコア』のライブDVDに収録のドキュメンタリーで語っている。

## 楽曲
本アルバムは、ドリーム・シアター6枚目のスタジオ・アルバム『シックス・ディグリーズ・オブ・インナー・タービュランス』から始まったパターン、すなわち6曲でタイトルに「6」(six) があることを引き継いでいる。前作『トレイン・オブ・ソート』は、7曲を収録した7作目のスタジオ・アルバムである。8作目のスタジオ・アルバムである本アルバムは、すでに言及されたこととして、8曲収録でタイトルが「8」に関係するという、明らかな「傾向」を引き継いでいる。そのパターンは次作の9作目『システマティック・ケイオス』でも、8曲のみの収録ながら最初の曲はちょうど9分という、異なった形で続いている。
また本作の最初の曲「ザ・ルート・オブ・オール・イーヴル」は前作の最後の曲「イン・ザ・ネイム・オブ・ゴッド」の最後でジョーダン・ルーデスが鼻で演奏したピアノの音から始まっており、『メトロポリス・パート2: シーンズ・フロム・ア・メモリー』から続くアルバムの最後の音が次作の最初の音と繋がるパターンを踏襲している。ただしこちらのパターンは本作で完結している。
アルバムの全曲は異なった短音階で、F（ヘ短調）から始まり、それからG（ト短調）、A（イ短調）、B（ロ短調）、C（ハ短調）、D（ニ短調）、E（ホ短調）と続き、そしてF（ヘ短調）に戻る。これは、ライナーノーツ中のト音記号横の調号で明らかである。また、曲の組の間、すなわちCDにおいて先行する2番目のペアの曲での負の時間として表現される境界部（変わり目）は、それぞれのペアと関連付けられた臨時記号の一致によって作られる。例えば、「パニック・アタック」で続くシンセサイザーのソロ（ハ短調）は、次の曲の「ネヴァー・イナフ」（ニ短調）での負の時間として位置し、嬰ハ短調 (C# minor) である。

## 黄金比
多くのファンは、黄金比への循環的参照、特にアルバムの絵の中の「5」や「8」について言及している。黄金比は、歴史的な芸術や自然において一般的にあらわれる。例えば、オクタヴァリウム (Octavarium) という言葉自身が5つの音節を持ち、8を暗示している（octaという8を表す接頭語からも）。「5」と「8」の使用は、1オクターヴでのピアノ上の白鍵（幹音・本位音）の数 (8) と黒鍵（派生音）の数 (5) に由来する。また、バンドが結成された1985年から2005年までのバンドメンバーの数と関係があり、『オクタヴァリウム』はバンドの8番目のスタジオ・アルバムで、続く『スコア』は5作目のライブ・アルバムである。
いくつかの「5」と「8」をアルバムから参照することができる。
1. 本作は8作目のアルバムで、（後に）5作目のライブDVDを発表する。
2. はめ込めの表紙と裏表紙は、8個の振り子からなるニュートンのゆりかごで、ピアノの黒鍵と同じパターンで間に5羽の鳥がいる（黒い鳥はフラットとシャープを表現し、振り子のボールは本位音を表現する）。
3. アルバムの裏に、1オクターヴ分のピアノの鍵盤がある。
4. ブックレットの5ページに、合計が5と8になる2つのドミノがある。
5. ブックレットの7ページに、八角形の迷路の中に囚われた1匹のクモ（8本の足がある）がいる。迷路は5層で、層の間に8つのドアがあり、8つの壁は「行き止まり」を形作っている。
6. ブックレットの11ページに、1匹のタコ（8本の足がある）、5匹の魚、八角形の停止標識がある。
7. ブックレットの13ページに、五芒星が八角形の内側に描かれる設計書がある。この設計書のスケールは5:8である。
8. ブックレットの表紙と裏表紙の内側に、糸電話の両端を持つ同じ少年の2つの写真がある。最初の写真には8行の大文字のテキストが伴われている。2番目の写真は5行のテキスト（バンドメンバーの名前）を伴っている。
9. ある写真では少年に5本の指があるのが見えるが、別の写真では3本の指しか見えない。指の本数を合計すると8になる。
10. 左右のページを1つのページとみなすと、ブックレット自身は8ページである。
11. アルバムのはめ込み部には、エイトボールのビリヤードがある。
12. タイトルトラック（「オクタヴァリウム」）は5つの展開（パート）からなる。
13. 実際のCDにおいては、八角形の内側に星があり、13ページで描かれたものとよく似ている。また、八角形内の星は五度圏の進行に沿って描かれた音楽的キー（調）である。
14. 5曲目「パニック・アタック」は8分13秒で終わる。5、8、13はすべて、黄金比で現れるフィボナッチ数列上の連続した数である。

表紙のニュートンのゆりかごと、詞的にかつ音楽的に全曲をつなげる音楽的なトラップは、アルバム全体が連続性を表現するコンセプト・アルバムとして意図された理論として現れている。

## 収録曲
| 全作曲: Dream Theater (James LaBrie, John Petrucci, John Myung, Jordan Rudess, Mike Portnoy)。 | | |                                                                                      |       |
| #                                                                                              | タイトル | 作詞                                                                                               | 作曲・編曲                                                                           | 時間  |
| 1.                                                                                             | 「ザ・ルート・オブ・オール・イーヴル "The Root of All Evil" - VI. レディ "Ready" - VII. リムーヴ "Remove"」 | Mike Portnoy                                                                                       | Dream Theater (James LaBrie, John Petrucci, John Myung, Jordan Rudess, Mike Portnoy) | 8:25  |
| 2.                                                                                             | 「ジ・アンサー・ライズ・ウィズイン "The Answer Lies Within"」 | John Petrucci                                                                                      | Dream Theater (James LaBrie, John Petrucci, John Myung, Jordan Rudess, Mike Portnoy) | 5:33  |
| 3.                                                                                             | 「ジーズ・ウォールズ "These Walls"」 | Petrucci                                                                                           | Dream Theater (James LaBrie, John Petrucci, John Myung, Jordan Rudess, Mike Portnoy) | 7:36  |
| 4.                                                                                             | 「アイ・ウォーク・ビサイド・ユー "I Walk Beside You"」 | Petrucci                                                                                           | Dream Theater (James LaBrie, John Petrucci, John Myung, Jordan Rudess, Mike Portnoy) | 4:29  |
| 5.                                                                                             | 「パニック・アタック "Panic Attack"」 | Petrucci                                                                                           | Dream Theater (James LaBrie, John Petrucci, John Myung, Jordan Rudess, Mike Portnoy) | 8:13  |
| 6.                                                                                             | 「ネヴァー・イナフ "Never Enough"」 | Portnoy                                                                                            | Dream Theater (James LaBrie, John Petrucci, John Myung, Jordan Rudess, Mike Portnoy) | 6:46  |
| 7.                                                                                             | 「サクリファイスド・サンズ "Sacrificed Sons"」 | James LaBrie                                                                                       | Dream Theater (James LaBrie, John Petrucci, John Myung, Jordan Rudess, Mike Portnoy) | 10:42 |
| 8.                                                                                             | 「オクタヴァリウム "Octavarium" - I. サムワン・ライク・ヒム "Someone Like Him" - II. メディケイト（アウェイクニング） "Medicate (Awakening)" - III. フル・サークル "Full Circle" - IV. インターヴァル "Intervals" - V. レイザーズ・エッジ "Razor's Edge"」 | LaBrie (II), Petrucci (I, V), Portnoy (III, IV) - Petrucci - LaBrie - Portnoy - Portnoy - Petrucci | Dream Theater (James LaBrie, John Petrucci, John Myung, Jordan Rudess, Mike Portnoy) | 24:00 |
| 合計時間:                                                                                      | 合計時間: | 合計時間:                                                                                          | 75:45                                                                                |       |

作曲のクレジットがバンド名義となっている（正確にはラブリエの参加）のは、『メトロポリス・パート2: シーンズ・フロム・ア・メモリー』以来である。

## チャート順位
- オーストラリア：35
- カナダ：15
- 中国：100
- チェコ：33
- デンマーク：38
- フィンランド：2
- フランス：18
- ドイツ：15
- ギリシャ：3
- ハンガリー：4
- イタリア：2
- 日本：10（オリコン週間チャート）[1][2]
- 韓国：3
- オランダ：9
- ノルウェー：9
- ポーランド：39
- スペイン：31
- スウェーデン：4
- スイス：43
- スロベニア：2
- イギリス：72
- アメリカ：36

日本では、1994年10月発売の『アウェイク』以来、2度目のオリコントップ10入りを果たした。

## クレジット

### バンド
- ジェイムズ・ラブリエ：ボーカル
- ジョン・マイアング：6弦ベース（エレクトリックベース）
- ジョン・ペトルーシ：7弦ギター、エレクトリック・ギター、バッキングボーカル
- マイク・ポートノイ：ドラムス、パーカッション、バッキングボーカル
- ジョーダン・ルーデス：キーボード、Continuum、ラップ・スティール・ギター

### ゲスト
- Jamshied Sharifi: ストリングス編曲・指揮
- Jill Dell'Abate: オーケストラ・コントラクター
- オーケストラ（「サクリファイスド・サンズ」「オクタヴァリウム」）
  - コンサートマスター
    - Elena Barere

  - ヴァイオリン
    - Katharine Fong
    - Ann Lehmann
    - Katherine Livolsi-Stern
    - Laura McGinniss
    - Catherine Ro
    - Ricky Sortomme
    - Yuri Vodovoz

  - ヴィオラ
    - Vincent Lionti
    - Karen Dreyfus

  - チェロ
    - Richard Locker
    - Jeanne LeBlanc

  - フルート
    - Pamela Sklar

  - フレンチホルン
    - Joe Anderer
    - Stewart Rose
- 弦楽四重奏（「ジ・アンサー・ライズ・ウィズイン」）
  - Elena Barere - 第1ヴァイオリン
  - Carol Webb - 第2ヴァイオリン
  - Vincent Lionti - ヴィオラ
  - Richard Locker - チェロ

## タイトルについての考察
はじめにバンドがつけようとしていたアルバム名は、ずばり『オクターヴ』だった。しかし、プログレッシブ・ロックバンドのSpock's Beardが2005年の初めに（8作目の）アルバム『Octane』を発表したため、ドリーム・シアターは少し異なる名前をつけることを決めた。
やがて、Octave として知られる期間を参照しているカトリック教会の典礼書『Octavarium Romanum』を参考にしたタイトルを考えた。
また、タイトルは音楽用語のオクターヴにも共通している。最初の曲のタイトルは「The Root of All Evil」であり、根音 (Root)、2nd（2度）、3rd、4th、5th、6th、7th、「オクターヴ」と続く。ほかにも、タイトルはラテン語で「様々な (varium) 8つ (octa)」を意味し、そのことはアルバムが全8曲であり、バンドがアルバムの8曲がすべて異なったスタイルであることを示唆している。ただし、これは不正確なラテン語である。ラテン語で、8は octo であり octa ではなく、varium は複数を示すのであれば特異な表現である。octavus がラテン語で「8番目」を指すことから、以上はおそらくオクタヴァリウムがバンドの8番目のアルバムという事実から導かれたことである。
別の解釈は、-arium の接尾語は何かが保持されている場所を指すために使われているということで、この場合は「オクターヴ」である。タイトルトラックの歌詞を考えると、octave と -arium の言葉からかばん語 octavarium を作っているので、このことは真実に最も近いといえる。

### パニック・アタックのサウンドクリップ
マイク・ポートノイは、「パニック・アタック」のビデオクリップを本アルバムの発売4週間前にウェブサイト「Gigantour」に掲載していた。